# U-641 (tàu ngầm Đức)
U-641 là một tàu ngầm tấn công  Lớp Type VII thuộc phân lớp Type VIIC được Hải quân Đức Quốc Xã chế tạo trong Chiến tranh Thế giới thứ hai. Nhập biên chế năm 1942, nó đã thực hiện được bốn chuyến tuần tra nhưng không đánh chìm được mục tiêu nào. Trong chuyến tuần tra cuối cùng, U-641 bị tàu corvette HMS Violet của Hải quân Hoàng gia Anh thả mìn sâu đánh chìm trong Đại Tây Dương vào ngày 19 tháng 1, 1944. 

## Thiết kế và chế tạo

### Thiết kế

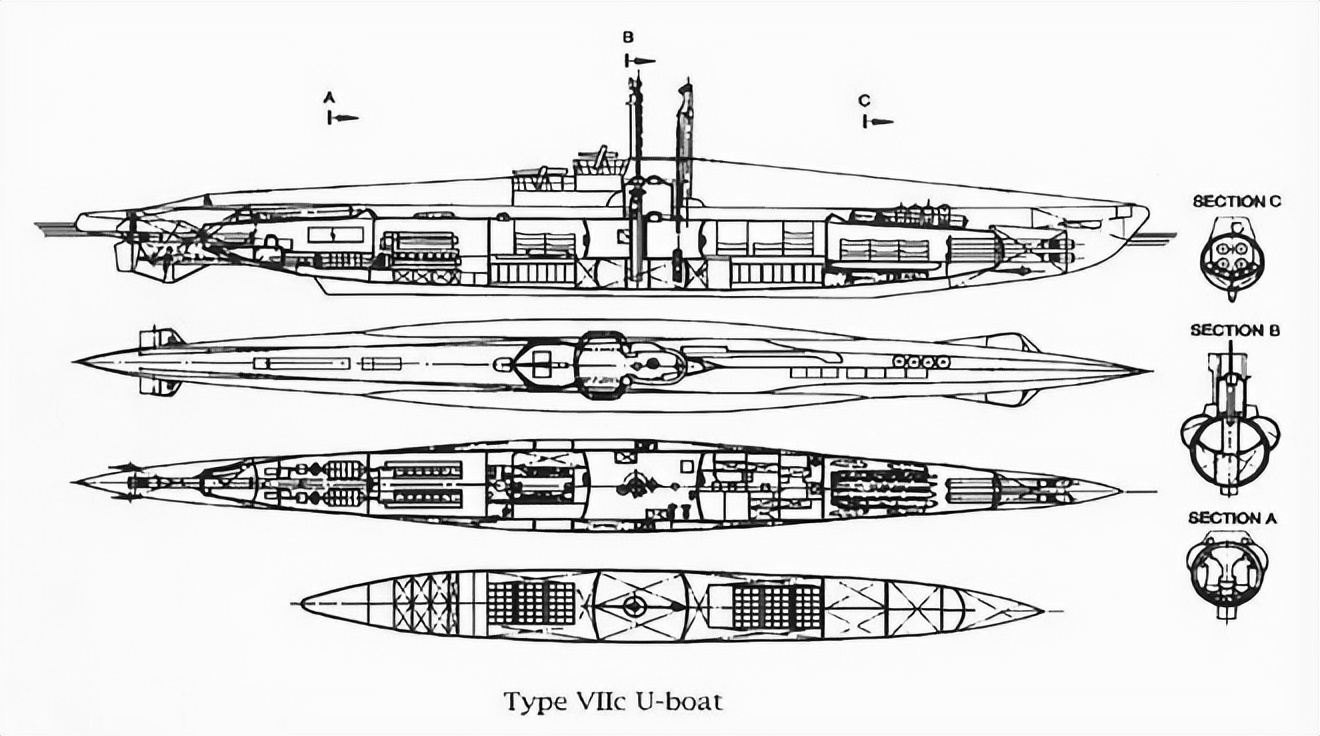
Sơ đồ các mặt cắt một tàu ngầm Type VIIC

Phân lớp VIIC của Tàu ngầm Type VII là một phiên bản VIIB được kéo dài thêm. Chúng có trọng lượng choán nước 769 t (757 tấn Anh) khi nổi và 871 t (857 tấn Anh) khi lặn). Con tàu có chiều dài chung 67,10 m (220 ft 2 in), lớp vỏ trong chịu áp lực dài 50,50 m (165 ft 8 in), mạn tàu rộng 6,20 m (20 ft 4 in), chiều cao 9,60 m (31 ft 6 in) và mớn nước 4,74 m (15 ft 7 in).
Chúng trang bị hai động cơ diesel Germaniawerft F46 siêu tăng áp 6-xy lanh 4 thì, tổng công suất 2.800–3.200 PS (2.100–2.400 kW; 2.800–3.200 bhp), dẫn động hai trục chân vịt đường kính 1,23 m (4,0 ft), cho phép đạt tốc độ tối đa 17,7 kn (32,8 km/h), và tầm hoạt động tối đa 8.500 nmi (15.700 km) khi đi tốc độ đường trường 10 kn (19 km/h). Khi đi ngầm dưới nước, chúng sử dụng hai động cơ/máy phát điện Garbe, Lahmeyer & Co. RP 137/c  tổng công suất 750 PS (550 kW; 740 shp). Tốc độ tối đa khi lặn là 7,6 kn (14,1 km/h), và tầm hoạt động 80 nmi (150 km) ở tốc độ 4 kn (7,4 km/h). Con tàu có khả năng lặn sâu đến 230 m (750 ft).
Vũ khí trang bị có năm ống phóng ngư lôi 53,3 cm (21 in), bao gồm bốn ống trước mũi và một ống phía đuôi, và mang theo tổng cộng 14 quả ngư lôi, hoặc tối đa 22 quả thủy lôi TMA, hoặc 33 quả TMB. Tàu ngầm Type VIIC bố trí một hải pháo 8,8 cm SK C/35 cùng một pháo phòng không 2 cm (0,79 in) trên boong tàu. Thủy thủ đoàn bao gồm 4 sĩ quan và 40-56 thủy thủ.

### Chế tạo
U-641 được đặt hàng vào ngày 20 tháng 1, 1941, và được đặt lườn tại xưởng tàu của hãng Blohm & Voss ở Hamburg vào ngày 19 tháng 11, 1941. Nó được hạ thủy vào ngày 6 tháng 8, 1942, và nhập biên chế cùng Hải quân Đức Quốc Xã vào ngày 24 tháng 9, 1942 dưới quyền chỉ huy của Hạm trưởng, Trung úy Hải quân Horst Rendtel.

## Lịch sử hoạt động
Sau khi hoàn tất việc huấn luyện trong thành phần Chi hạm đội U-boat 5, U-641 được điều sang Chi hạm đội U-boat 7 từ ngày 1 tháng 3, 1943 để hoạt động trên tuyến đầu cho đến khi bị mất.

### Chuyến tuần tra thứ nhất
U-641 đã khởi hành từ cảng Kiel, Đức vào ngày 20 tháng 2, 1943 cho chuyến tuần tra đầu tiên trong chiến tranh. Nó đã tiến ra Bắc Hải, rồi băng qua khe GI-UK giữa Iceland và quần đảo Faroe để vòng qua quần đảo Anh và hoạt động ở khu vực Trung tâm Bắc Đại Tây Dương. Vào ngày 7 tháng 3, một máy bay ném bom B-17 Flying Fortress thuộc Liên đội 22 Không quân Hoàng gia Anh (RAF) đã thả mìn sâu tấn công một tàu U-boat, tin rằng đã đánh chìm được tàu ngầm U-633. Tuy nhiên mục tiêu bị tấn công lại chính là U-641, và nó thoát được mà không bị hư hại. Chiếc tàu ngầm kết thúc chuyến tuần tra và đi đến cảng St. Nazaire, bên bờ Đại Tây Dương của Pháp đã bị Đức chiếm đóng, đến nơi vào ngày 12 tháng 4. St. Nazaire trở thành căn cứ hoạt động chính của chiếc tàu ngầm cho đến khi nó bị mất.

### Chuyến tuần tra thứ hai và thứ ba
U-641 xuất phát từ cảng St. Nazaire vào ngày 9 tháng 5 cho chuyến tuần tra thứ hai để hoạt động tại vùng biển giữa Đại Tây Dương. Vào ngày 4 tháng 6, ở vị trí về phía Tây Nam quần đảo Azores, nó lần lượt bị hai máy bay ném bom-ngư lôi TBM Avenger xuất phát từ tàu sân bay hộ tống Hoa Kỳ USS Bogue hộ tống cho Đoàn tàu GUS-7A tấn công, và bị hư hại nhẹ. Trong chặng quay trở về ngoài khơi Bồ Đào Nha vào ngày 8 tháng 7, chiếc tàu ngầm lại bị một thủy phi cơ PBY Catalina thuộc Liên đội 210 RAF thả sáu quả mìn sâu tấn công, nhưng nó không bị hư hại. U-641 về đến cảng St. Nazaire vào ngày 16 tháng 7.
Chuyến tuần tra tiếp theo kéo dài từ ngày 4 tháng 9 đến ngày 18 tháng 10, khi U-641 tiếp tục hoạt động tại khu vực Trung tâm Bắc Đại Tây Dương về phía Đông Nam Greenland.

### Chuyến tuần tra thứ tư – Bị mất
U-641 lại khởi hành từ cảng St. Nazaire vào ngày 11 tháng 12, 1943 cho chuyến tuần tra thứ tư, cũng là chuyến cuối cùng, và hoạt động trong vùng biển Đại Tây Dương về phía Tây vịnh Biscay. Tại đây vào ngày 19 tháng 1, 1944, chiếc tàu ngầm trúng mìn sâu thả từ tàu corvette HMS Violet của Hải quân Hoàng gia Anh, và bị đánh chìm ở vị trí về phía Tây Nam Ireland, tại tọa độ 50°25′B 18°49′T / 50,417°B 18,817°T. Toàn bộ 50 thành viên thủy thủy đoàn của U-641 đều đã tử trận.

### "Bầy sói" tham gia
U-641 từng tham gia mười ba bầy sói:
- Neuland (4 – 6 tháng 3, 1943)
- Ostmark (6 – 11 tháng 3, 1943)
- Stürmer (11 – 20 tháng 3, 1943)
- Seewolf (21 – 30 tháng 3, 1943)
- Mosel (19 – 24 tháng 5, 1943)
- Trutz (1 – 16 tháng 6, 1943)
- Trutz 2 (16 – 29 tháng 6, 1943)
- Geier 1 (30 tháng 6 – 14 tháng 7, 1943)
- Leuthen (15 – 24 tháng 9, 1943)
- Rossbach (24 tháng 9 – 9 tháng 10, 1943)
- Borkum (18 tháng 12, 1943 – 3 tháng 1, 1944)
- Borkum 2 (3 – 13 tháng 1, 1944)
- Rügen (13 – 19 tháng 1, 1944)